# Андруга
Андру́га (раніше Мала Андруга) — село в Україні, у Кременецькій міській громаді Кременецького району Тернопільської області України.
Населення — 279 осіб (2014).

## Географія
Село розташоване на правому березі річки Іква, вище за течією на відстані за 1,5 км розташоване село Білокриниця, нижче за течією на відстані 1 км розташоване село Шепетин Дубенського району Рівненської області.
Навколо села проведено кілька іригаційних каналів.
Поруч проходять автомобільна дорога М19 і залізниця.
Поблизу Андруги є поклади торфу.

## Історія
Перша писемна згадка — 1545 як власність Малого Андрушка. В документах часів Російської імперії Андрузьк і Андрузи — два села над річкою Іквою при залізниці і шосе, з Дубна до Кременця. З ревізії Кременецького замку 1545 р. відомо, що одне з тих сіл належало до Сашка Андрузького і його братів, друге до Василя Микитича, які були зобов'язані утримувати замкові городці спільно з Лосятинським і Боговитиновичем. Крім того згадується ще два городці, які були зобов'язані утримувати Федір з братами, як рівно ж Опанас і Федір Лукаш з других Андруз.
У 1570 р. села належали Андрузьким: Гаврилу, Петру, Івану, Опанасу, Симону і Томилі Боровицькому.
У 1648–1649 рр. Андруга була власністю Конрада Андрузького і його братів: Павла, Миколи, Мацєя Лесницьких, що походили з сусіднього с Лішні і мали там 11 домів.
У 1651 р. Богдан Хмельницький зупинявся на відпочинок в маєтку колишнього поміщика Кадлубіцького 
У 19 ст. село Мала Андруга належало Грикам і Добковським, а Велика Андруга князям Радзивилам і Чосновським, від яких набув це село Воронін.
Від 1890 р. належить до наукової рільничої школи в с. Білій Криниці. За адміністративно-територіальним устроєм, село належало до Білокриницької волості Кременецького повіту. В селі був тартак (17,000 руб. річної продукції) і водяний млин (7,800 пудів річного перемолу).
22 грудня 1919 польське військо розстріляло в Андрузі кілька чоловіків за зберігання зброї.
1 жовтня 1933 року утворено ґміну Угорськ Кременецького повіту і село включено до неї.
Панський будинок було знищено у 1944 році.
12 червня 2020 року, відповідно до розпорядження Кабінету Міністрів України № 724-р «Про визначення адміністративних центрів та затвердження територій територіальних громад Тернопільської області», увійшло до складу Кременецької міської громади.
19 липня 2020 року, в результаті адміністративно-територіальної реформи та ліквідації Кременецького (1940-2020) району, село увійшло до складу новоутвореного Кременецького району.

## Населення
За даними перепису населення 2001 року мовний склад населення села був таким:
| Мова       | Число ос. | Відсоток |
| ---------- | --------- | -------- |
| українська |           | 99,64    |
| російська  |           | 0,36     |

## Культура
Діє бібліотека.

## Релігія
- церква Святого Апостола і Євангеліста Луки (1911, ПЦУ).
- парафія Української православної церкви Московського патріархату церкви Святого Луки[8].

## Пам'ятки
Дерев'яна церква з 1742 р. на місці старішої. До кінця 18 ст. у Великій Андрузі була церква святого Юрія, про що свідчать акти 1709 р. 
У селі розташована ботанічна пам'ятка природи «Андругівські липи», а на околиці села — Малоандрузький ботанічний заказник (місцевого значення, 34,4 га).

## Культура
У селі є народний фольклорно-етнографічний колектив «Андрузькі молодиці" (керівник Ірина Данильченко).

## Відомі люди
В Андрузі проживав український письменник Сергій Даушков, який тут написав історичну повість «Було колись» та зібрав близько 250 казок.

## Галерея

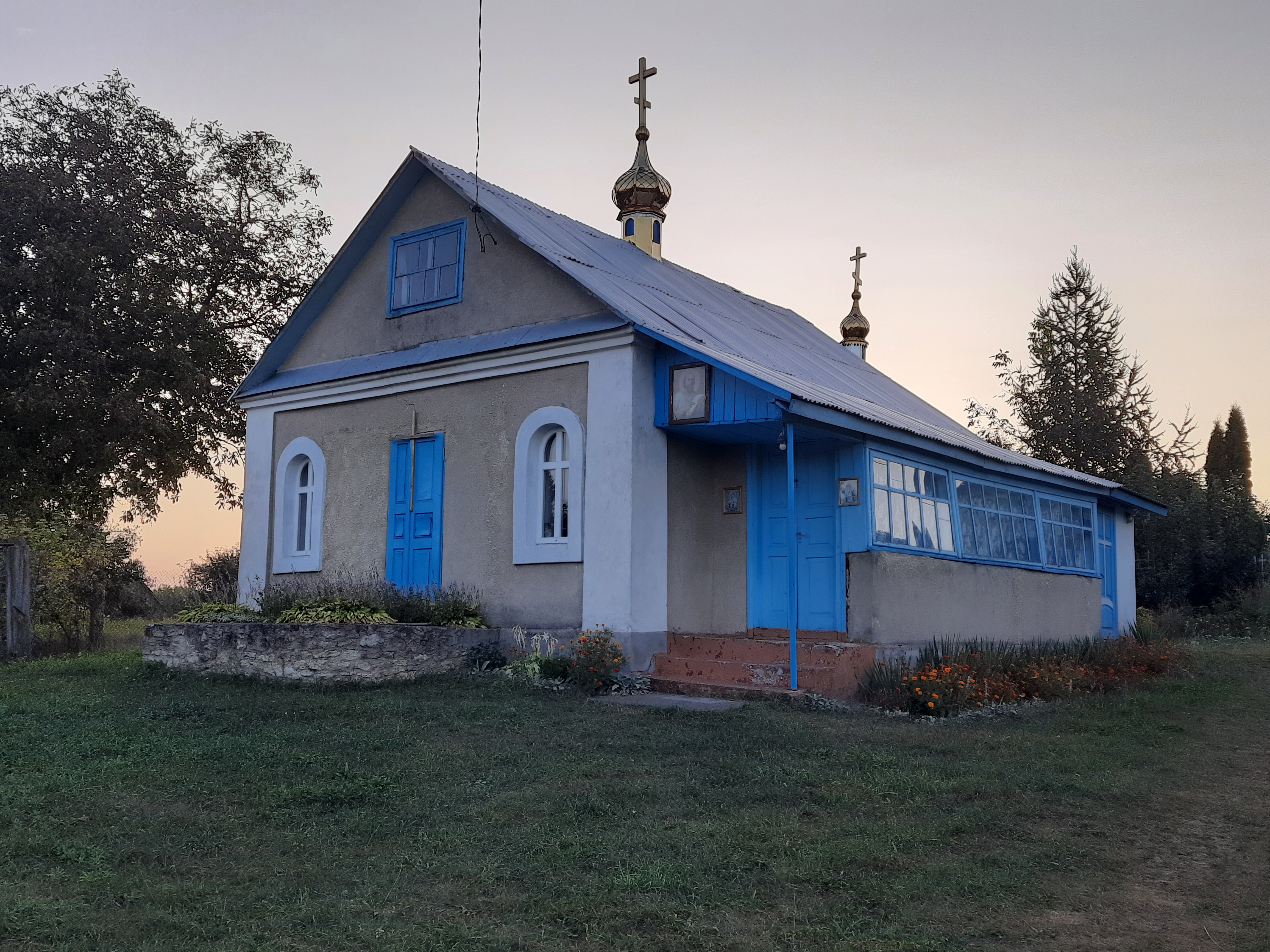
Церква Святого Апостола і Євангеліста Луки УПЦ
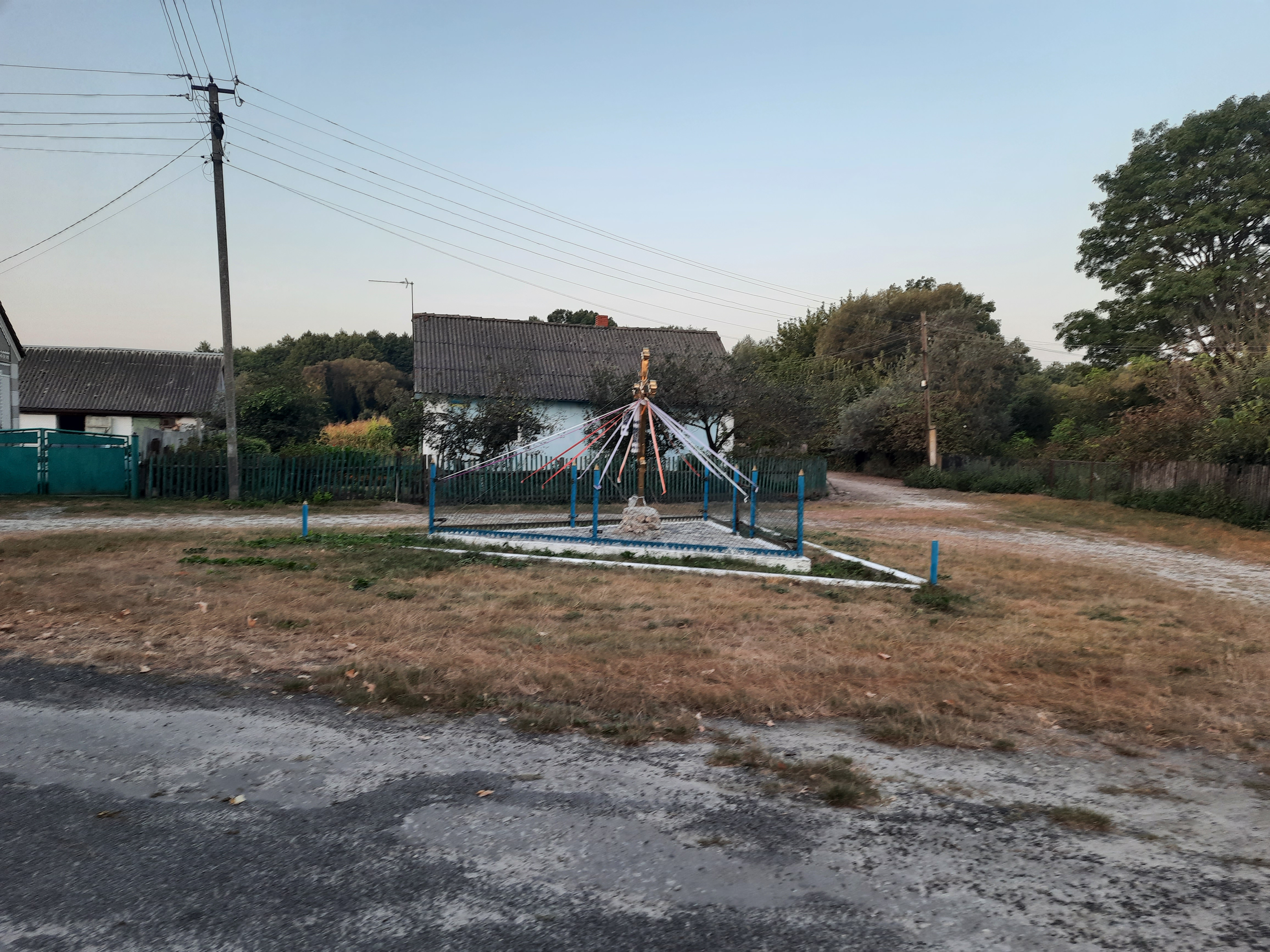
Пам'ятний хрест в центрі села
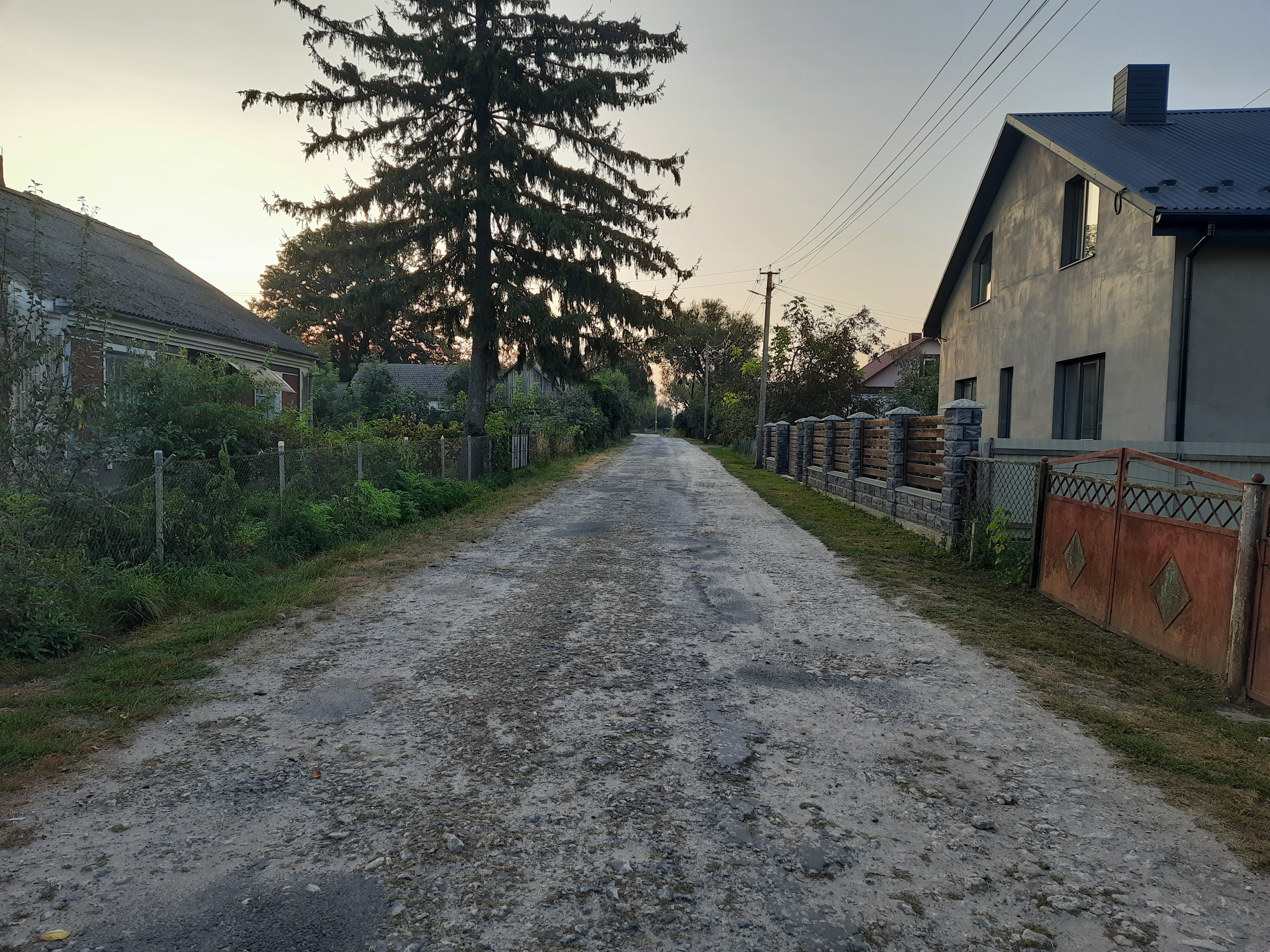
Сільська вулиця
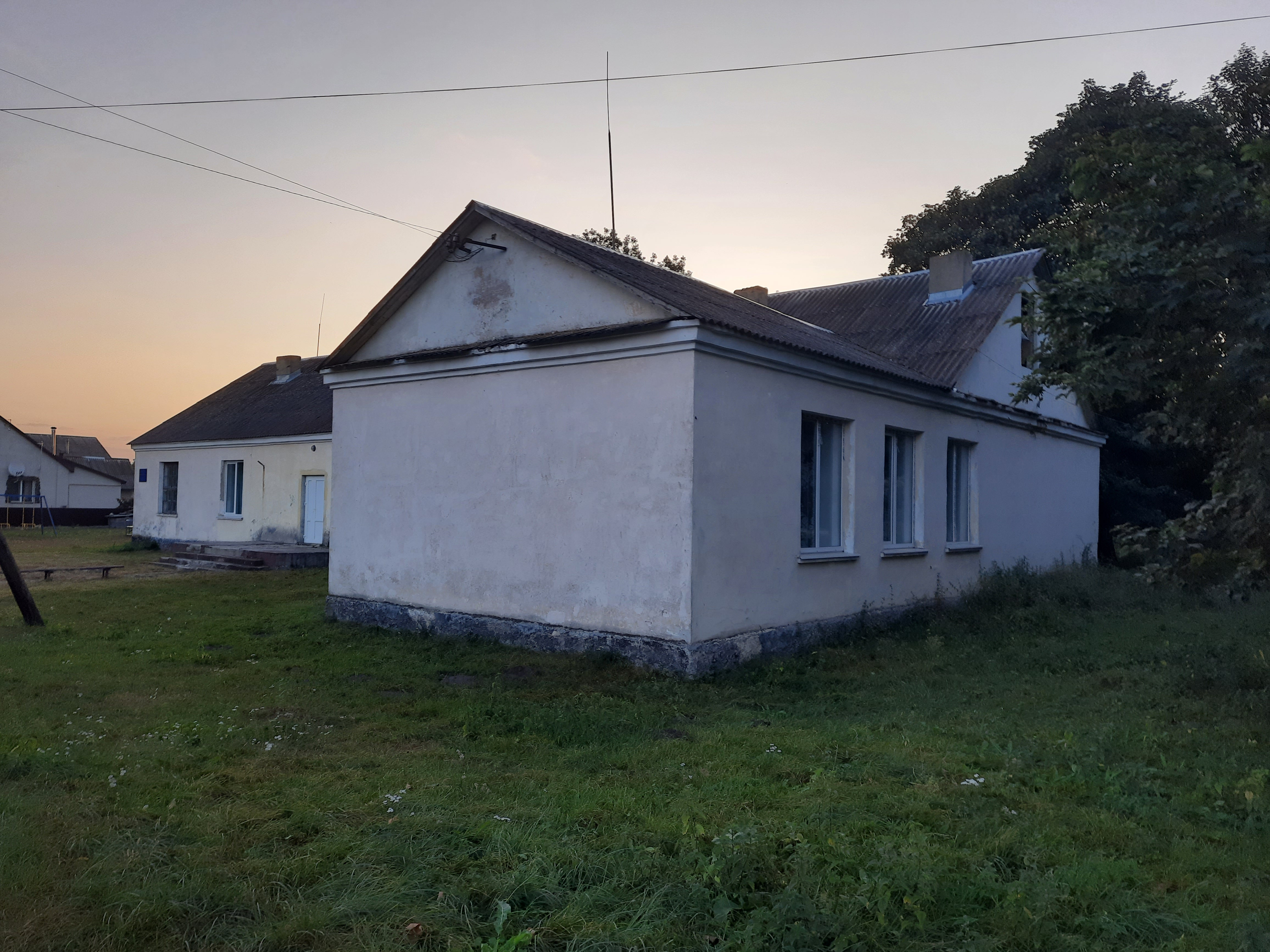
Школа
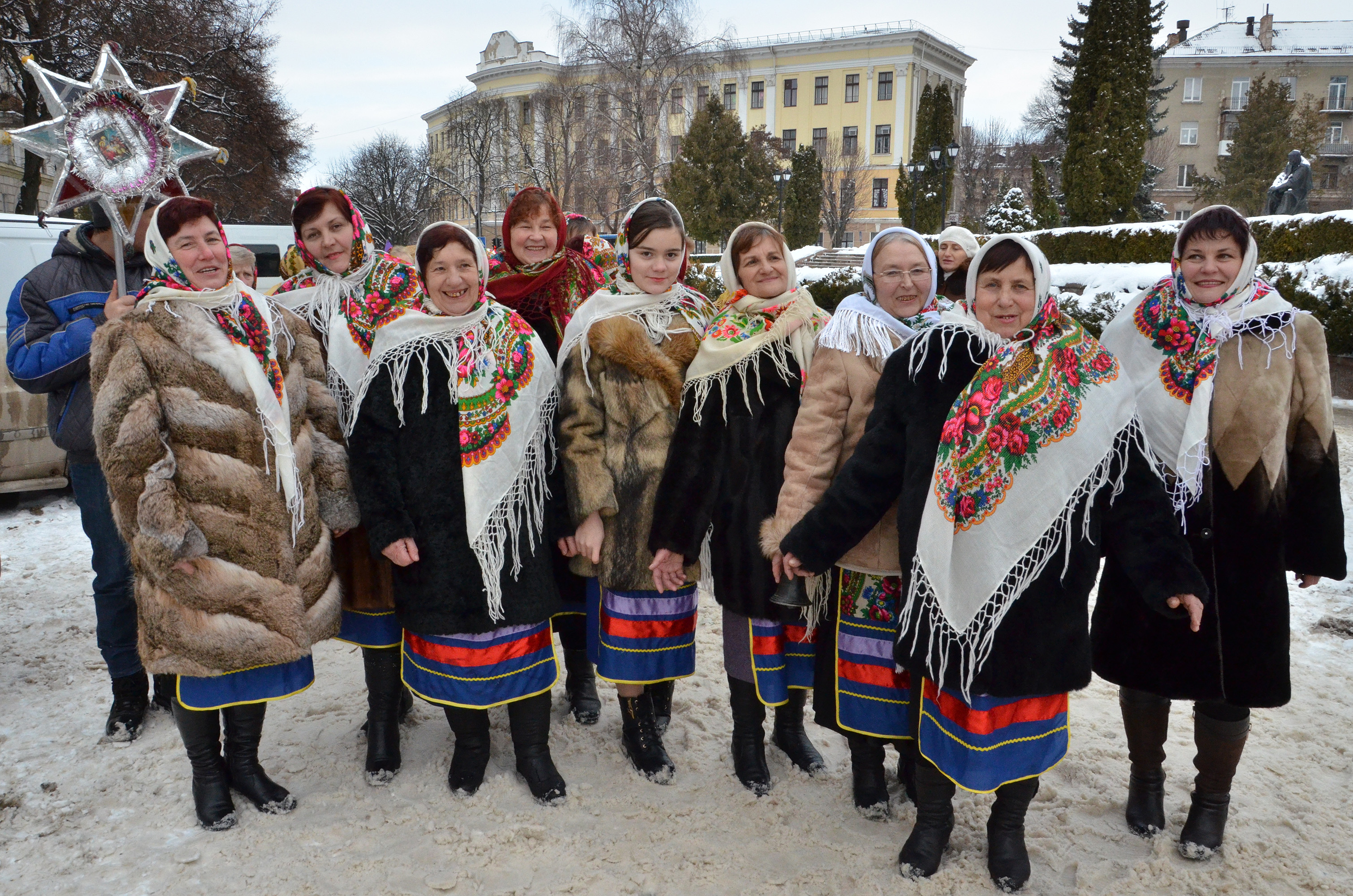
Народний фольклорно-етнографічний колектив «Андрузькі молодиці» на параді вертепів у Тернополі (15.01.2017)
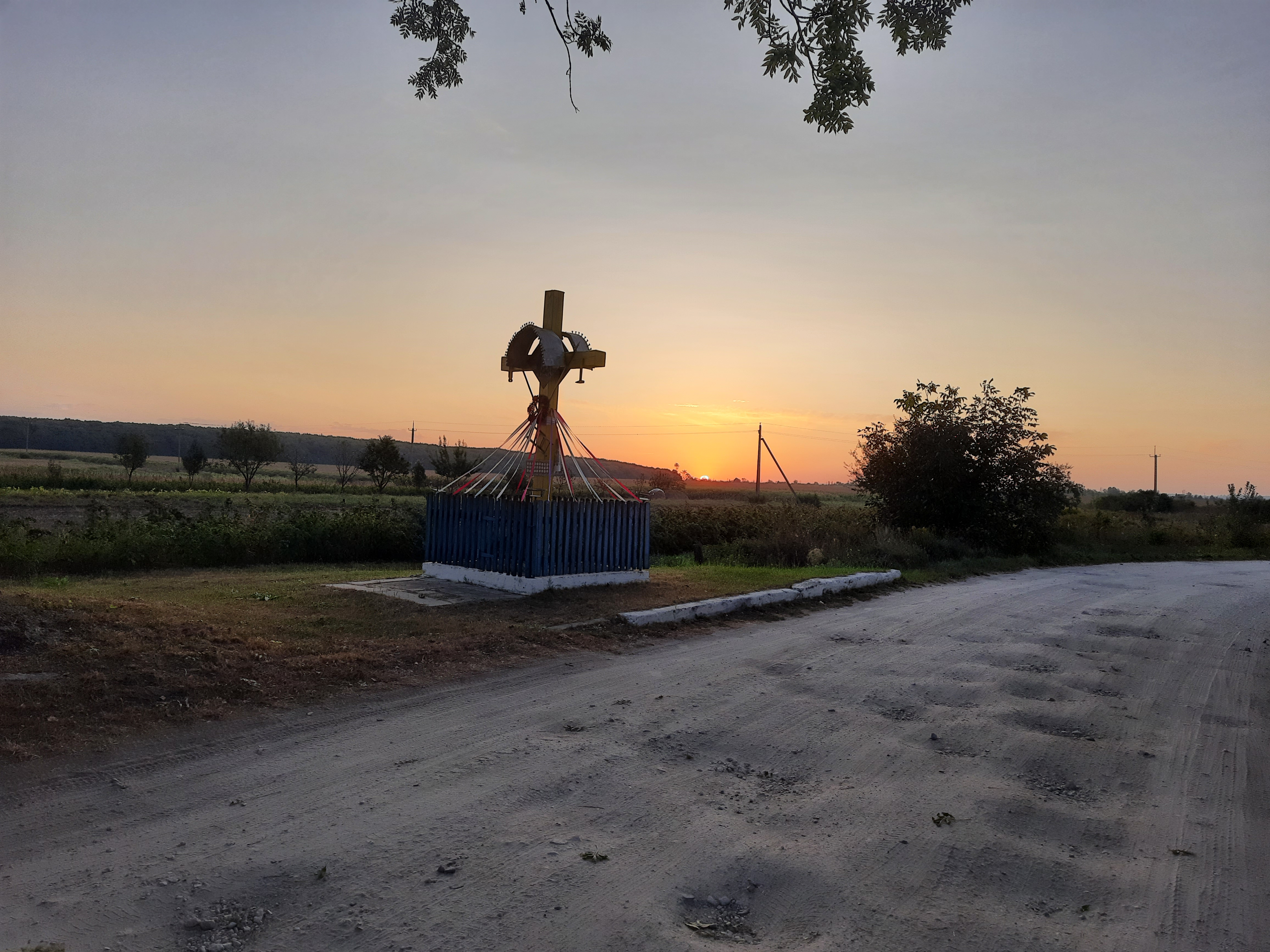
Пам'ятний хрест на околиці села